# Ass Shaker/Justify/Face Down
Ass Shaker/Justify/Face Down è un EP dei Red Jumpsuit Apparatus, distribuito in omaggio al Warped Tour 2006 sotto l'etichetta Virgin Records.

## Tracce
1. Ass Shaker – 3:21
2. Justify – 3:46
3. Face Down – 3:11